# Batrisodes fossicauda
Batrisodes fossicauda är en skalbaggsart som först beskrevs av Thomas Casey 1897.  Batrisodes fossicauda ingår i släktet Batrisodes och familjen kortvingar. Inga underarter finns listade i Catalogue of Life.